# Xyletobius lineatus
Xyletobius lineatus är en skalbaggsart som beskrevs av Sharp 1885. Xyletobius lineatus ingår i släktet Xyletobius och familjen trägnagare.

## Underarter
Arten delas in i följande underarter:
- X. l. lineatus
- X. l. apicalis
- X. l. holomelas
- X. l. humeralis